# London Post Office Railway

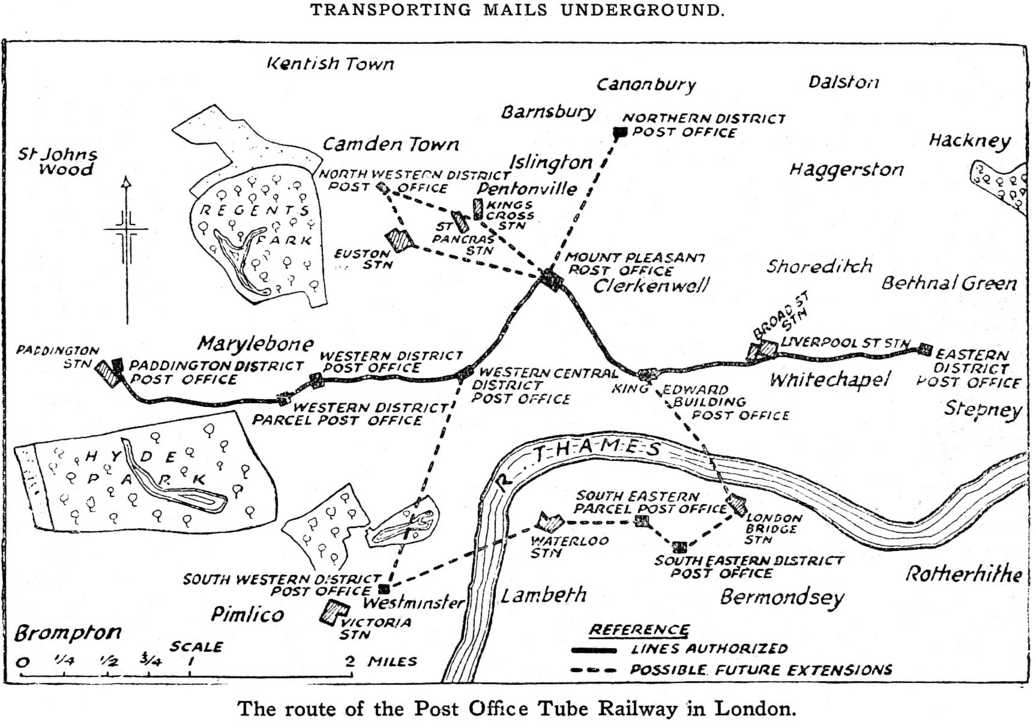
Streckenplan der London Post Office Railway (1929).

Die Post Office Railway, 1987 offiziell umbenannt in Mail Rail (60-jähriges Bestehen), war eine vom 5. Dezember 1927 bis zum 31. Mai 2003 in London betriebene U-Bahn für die Postbeförderung. Seit 2017 ist es eine Touristenattraktion.

## Geschichte

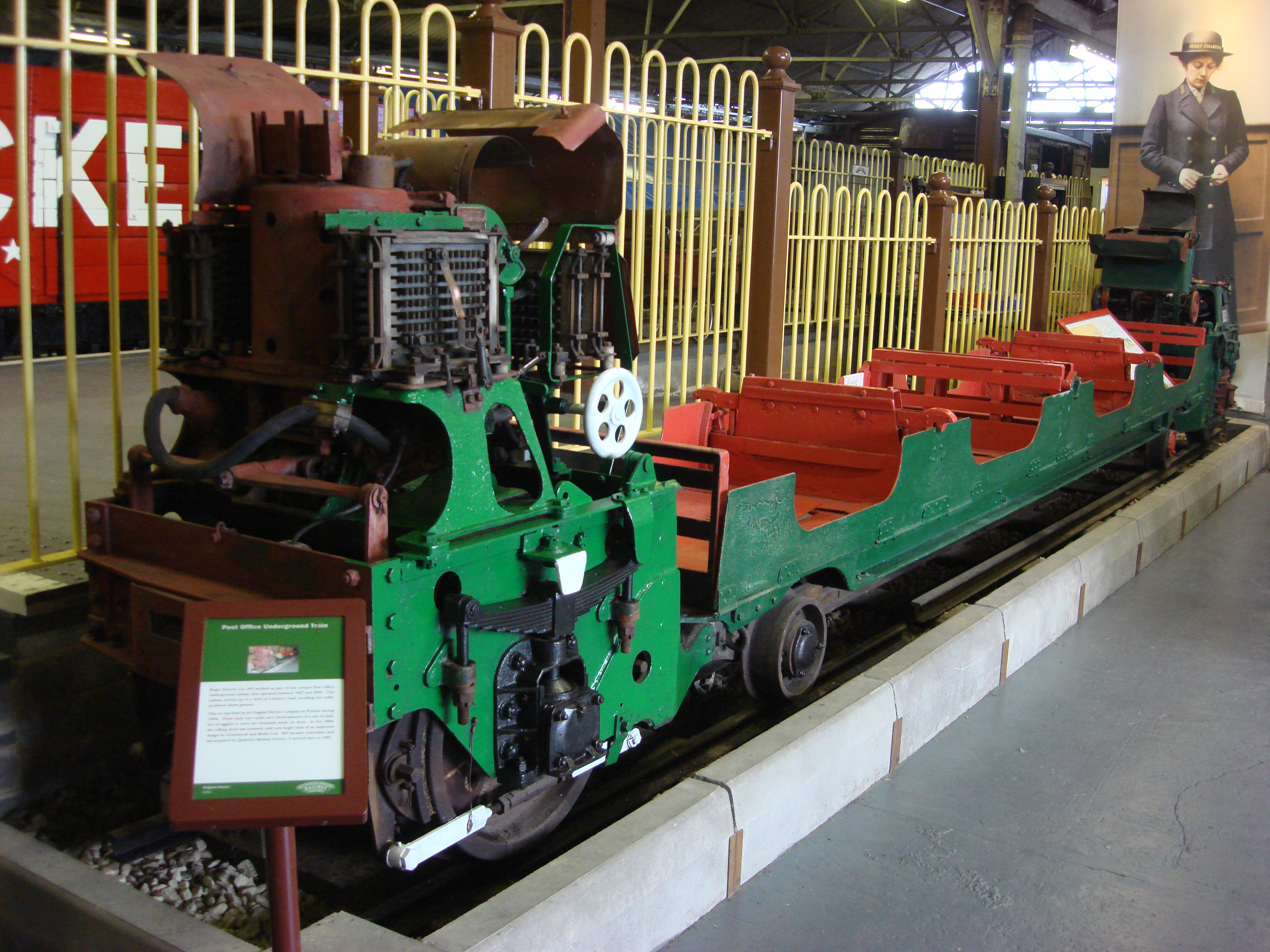
Baureihe 1930: Wagen 803 im Buckinghamshire Railway Centre

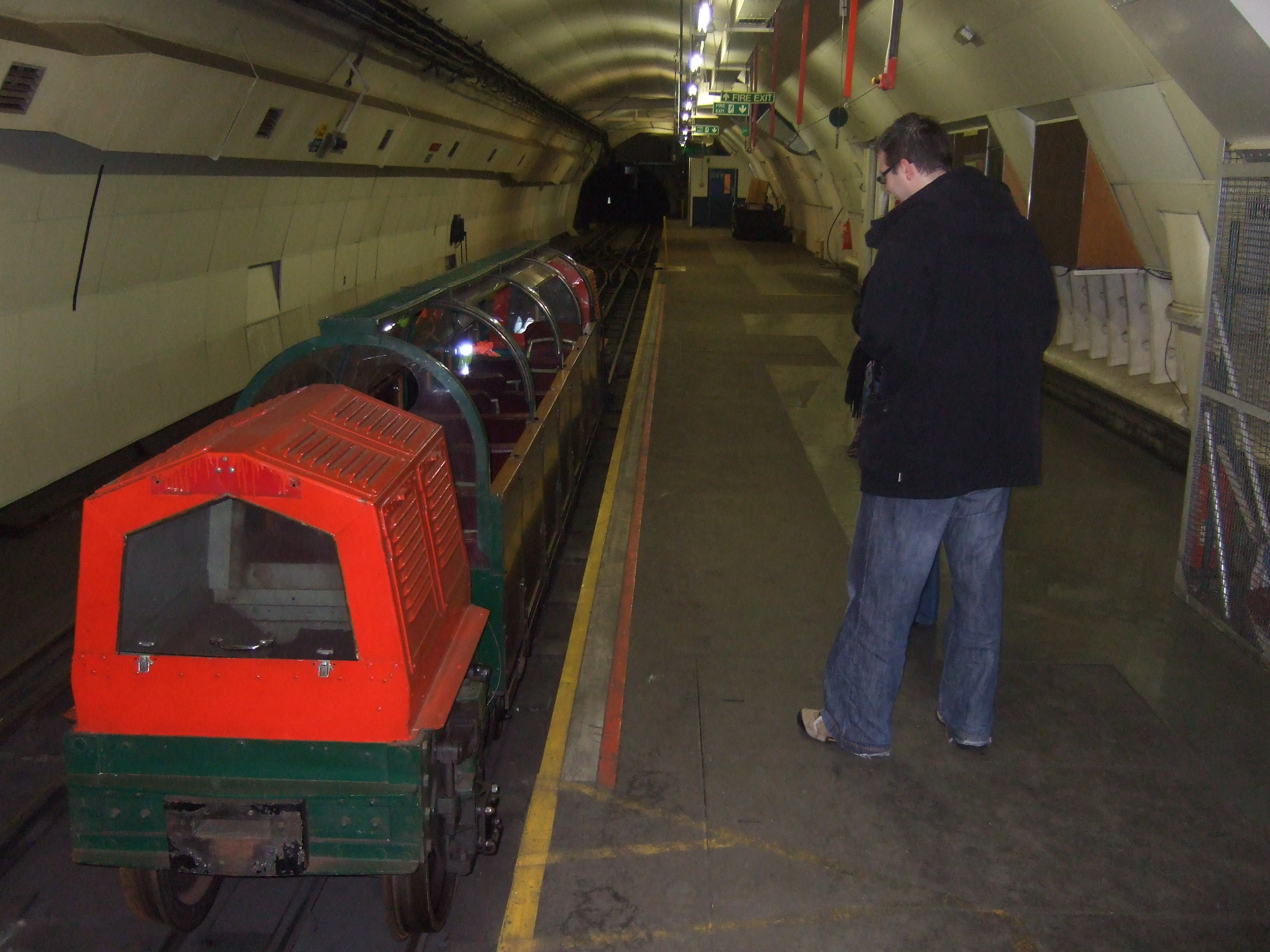
Baureihe 1980

Die Fahrzeuge der Post Office Railway fuhren fahrerlos. Die Spurweite betrug 610 mm. Betrieben wurden die Züge elektrisch, wobei die Spannung in den Stationen 150 Volt und auf der freien Strecke 440 Volt betrug. Die Stromzuführung erfolgte über eine Stromschiene in der Gleismitte.
Die Post Office Railway wurde gebaut, um verschiedene Postsortierstationen miteinander zu verbinden und den Straßentransport in der völlig überlasteten Innenstadt zu umgehen. Vorbild war die Fracht-U-Bahn in Chicago. Die 10,5 km lange Strecke führte von Paddington im Westen bis Whitechapel im Osten. Ursprünglich gab es neun Stationen, zuletzt waren aber nur noch drei in Betrieb, da die Poststellen an andere Standorte verlegt worden waren. Die Post Office Railway wurde schließlich aufgegeben, weil die Betriebskosten bis zu fünf Mal höher waren als beim Straßentransport. Zuletzt waren 150 Postmitarbeiter unmittelbar mit der U-Bahn beschäftigt. Sie war 22 Stunden pro Tag in Betrieb.
Vergleichbare, wenn auch mit maximal 450 m bzw. 340 m wesentlich kürzere Einrichtungen waren die Post-U-Bahn München, die von 1910 bis 1988 in Betrieb war, und die Post-U-Bahn Zürich, die 1980 durch ein Transportsystem mit pneubereiften Fahrzeugen abgelöst wurde.

## Trivia
- Charlie Higson beschreibt in seinem Buch Double or Die (2007, deutsch: GoldenBoy) der Young-Bond-Reihe ein Postzugsystem, das stark der London Post Office Railway ähnelt.
- Die Postbahn wird im Film Hudson Hawk – Der Meisterdieb (1991) – umdekoriert als eine Einrichtung der Vatikanischen Post in der Vatikanstadt – von Bruce Willis als Hudson Hawk als Transportmittel genutzt.
- Im englischen Kinder-Fantasy-Roman The Horn of Mortal Danger (1980) von Lawrence Leonard besteht eine Verbindung zwischen der London Post Office Railway und der unterirdischen Parallelwelt.